# Caileigh Filmer
Caileigh Filmer (Victoria, 18 de diciembre de 1996) es una deportista canadiense que compite en remo.
Participó en tres Juegos Olímpicos de Verano, obteniendo dos medallas, bronce en Tokio 2020 (dos sin timonel) y plata en París 2024 (ocho con timonel), y el quinto lugar en Río de Janeiro 2016, en el ocho con timonel.
Ganó dos medallas en el Campeonato Mundial de Remo, en los años 2018 y 2019.

## Palmarés internacional
| Juegos Olímpicos   | Juegos Olímpicos     | Juegos Olímpicos  | Juegos Olímpicos |
| Año                | Lugar                | Medalla           | Prueba           |
| ------------------ | -------------------- | ----------------- | ---------------- |
| 2020               | Tokio (Japón)        | Medalla de bronce | Dos sin timonel  |
| 2024               | París (Francia)      | Medalla de plata  | Ocho con timonel |
| Campeonato Mundial |                      |                   |                  |
| Año                | Lugar                | Medalla           | Prueba           |
| 2018               | Plovdiv (Bulgaria)   | Medalla de oro    | Dos sin timonel  |
| 2019               | Ottensheim (Austria) | Medalla de bronce | Dos sin timonel  |